# Ligne Itsukaichi
La ligne Itsukaichi (五日市線, Itsukaichi-sen) est une ligne ferroviaire du réseau JR East au Japon. Elle relie les gares de Haijima et Musashi-Itsukaichi dans la préfecture de Tokyo.

## Histoire
La ligne Itsukaichi a été construite en 1925 par le Chemin de fer Itsukaichi. En 1940, la ligne passe sous le contrôle du Chemin de fer Nambu avant d'être nationalisée en 1944.

## Caractéristiques

### Ligne
- Longueur : 11,1 km
- Écartement : 1 067 mm
- Alimentation : 1 500 Vcc par caténaire
- Nombre de voies : voie unique

### Tracé
|  |

### Services et interconnexions
À Haijima, la ligne Itsukaichi est interconnectée avec la ligne Ōme pour des services jusqu'à la gare de Tachikawa.

### Liste des gares
| Numéro | Gare               | Nom japonais | Distance depuis Haijima (km) | Correspondances                                         | Localisation |
| ------ | ------------------ | ------------ | ---------------------------- | ------------------------------------------------------- | ------------ |
| JC55   | Haijima            | 拝島         | 0                            | JR East : Hachikō, Ōme (interconnexion) Seibu : Haijima | Akishima     |
| JC81   | Kumagawa           | 熊川         | 1,1                          |                                                         | Fussa        |
| JC82   | Higashi-Akiru      | 東秋留       | 3,5                          |                                                         | Akiruno      |
| JC83   | Akigawa            | 秋川         | 5,7                          |                                                         | Akiruno      |
| JC84   | Musashi-Hikida     | 武蔵引田     | 7,2                          |                                                         | Akiruno      |
| JC85   | Musashi-Masuko     | 武蔵増戸     | 8,5                          |                                                         | Akiruno      |
| JC86   | Musashi-Itsukaichi | 武蔵五日市   | 11,1                         |                                                         | Akiruno      |

## Matériel roulant

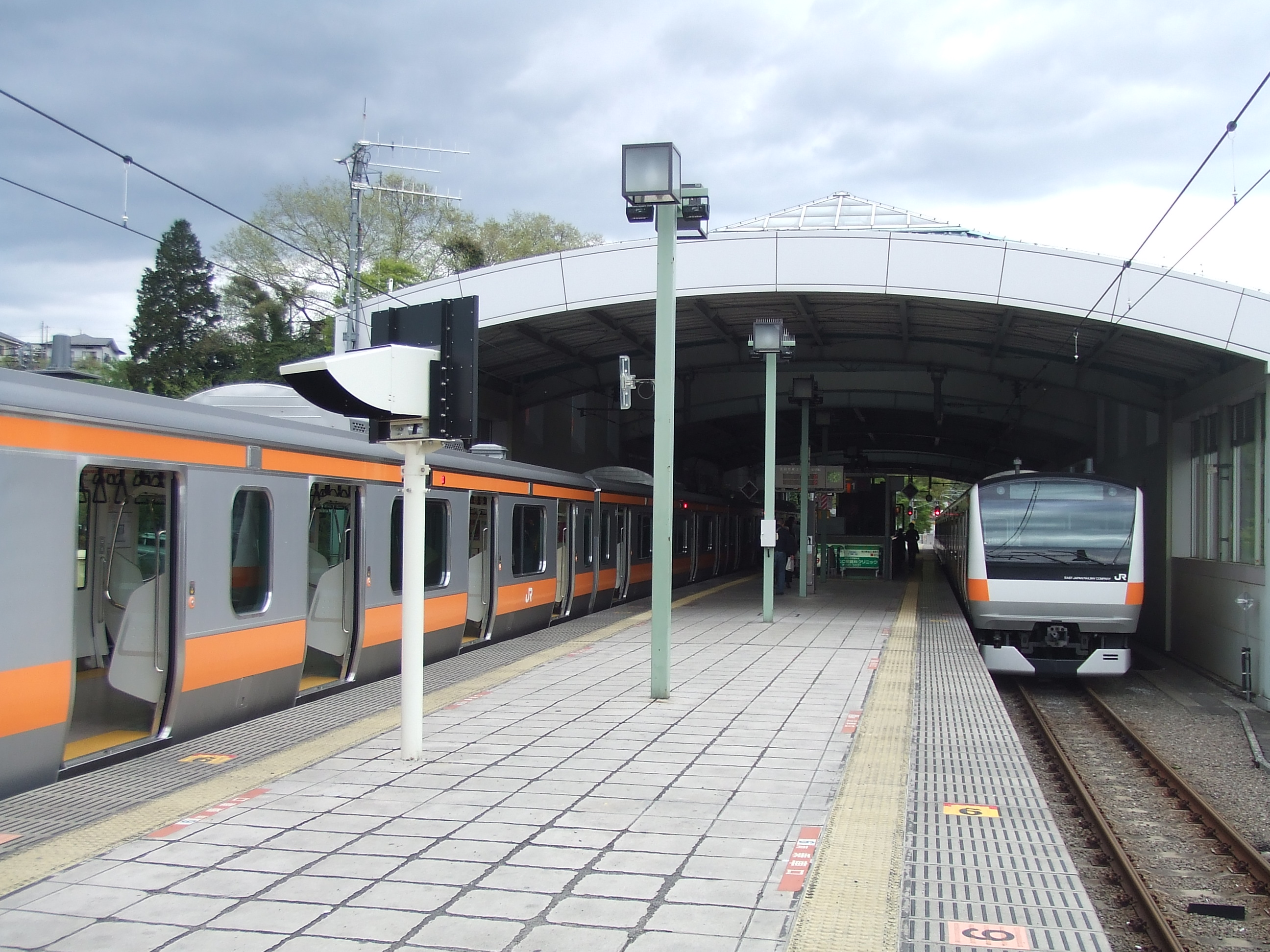
E233 en gare de Musashi-Itsukaichi

La ligne Itsukaichi est parcourue par des automotrices série E233.